# Río Cañamares
Le Río Cañamares, est une rivière de la province de Jaén en Espagne, qui prend sa source à Hoyo Redondo dans la Sierra de Cazorla pour se jeter dans le Guadalquivir. À la moitié de son cours, il conflue avec le Cerezuelo ; à partir de ce point il s'appelle le Río de la Vega de Cazorla.